# 키예코
키예코(스페인어: Quilleco)는 칠레 비오비오주 비오비오현의 코무나이다.